# USS Topeka (CL-67)
USS Topeka (CL-67/CLG-8) là một tàu tuần dương hạng nhẹ thuộc lớp Cleveland của Hải quân Hoa Kỳ được hoàn tất vào giai đoạn cuối Chiến tranh Thế giới thứ hai. Nó là chiếc tàu chiến thứ hai của Hải quân Mỹ được đặt cái tên này, theo tên thành phố Topeka thuộc tiểu bang Kansas. Topeka đã phục vụ tại Mặt trận Thái Bình Dương từ khi nhập biên chế cho đến khi chiến tranh kết thúc. Giống như hầu hết các tàu chị em cùng lớp, nó xuất biên chế không lâu sau đó và được đưa về lực lượng dự bị.
Sau gần mười năm bị bỏ không, Topeka là một trong số ba chiếc lớp Cleveland được cải biến thành tàu tuần dương tên lửa điều khiển thuộc lớp Providence, tháo dỡ tất cả vũ khí phía đuôi dành chỗ cho hai dàn phóng tên lửa đất-đối-không tầm xa Terrier. Được tái hoạt động trở lại với ký hiệu lườn mới CLG-8, nó từng có hai lượt hoạt động trong Chiến tranh Việt Nam và sau đó phục vụ tại khu vực Đại Tây Dương và Địa Trung Hải. Con tàu được cho xuất biên chế lần cuối cùng vào năm 1969 và bị tháo dỡ vào năm 1975. Topeka được tặng tưởng hai Ngôi sao chiến trận cho thành tích hoạt động trong Thế Chiến II và thêm ba ngôi sao khác khi phục vụ trong Chiến tranh Việt Nam.

## Thiết kế và chế tạo

### Thiết kế
Lớp Cleveland được thiết kế nhằm mục đích gia tăng tầm xa hoạt động, tăng cường hỏa lực phòng không và sự bảo vệ chống ngư lôi so với các tàu tuần dương Hoa Kỳ trước đây. Cho dù kém hơn ba nòng pháo 6-inch so với những chiếc lớp Brooklyn dẫn trước, hệ thống kiểm soát hỏa lực mới và tiên tiến hơn giúp cho lớp Cleveland có được ưu thế về hỏa lực trong chiến đấu thực tế. Tuy nhiên việc tăng cường thêm dàn hỏa lực phòng không hạng nhẹ cho đến cuối Thế Chiến II khiến các con tàu bị nặng đầu đáng kể.

### Chế tạo
Topeka được đặt lườn vào ngày 21 tháng 4 năm 1943 tại Xưởng tàu Fore River của hãng Bethlehem Steel tại Quincy, Massachusetts. Nó được hạ thủy vào ngày 19 tháng 8 năm 1944, được đỡ đầu bởi Bà Frank J. Warren, và được đưa ra hoạt động tại Xưởng hải quân Boston vào ngày 23 tháng 12 năm 1944 dưới quyền chỉ huy của hạm trưởng, Đại tá Hải quân Thomas L. Wattles.

## Lịch sử hoạt động

### Thập niên 1940
Sau khi chạy thử máy tại vùng biển Tây Ấn cùng những sửa chữa sau khi chạy thử máy, Topeka khởi hành từ Boston vào ngày 10 tháng 4 năm 1945 để phục vụ cùng Hạm đội Thái Bình Dương. Nó gia nhập cùng con tàu chị em Oklahoma City vào ngày hôm sau để đi ngang qua đảo Culebra và vịnh Guantánamo để đến khu vực kênh đào Panama. Chúng băng qua kênh đào vào ngày 19 tháng 4, và từ ngày 21 tháng 4 bắt đầu hướng đến Trân Châu Cảng, đến nơi vào ngày 2 tháng 5. Sau gần ba tuần thực hành tác xạ tại vùng biển Hawaii, chiếc tàu tuần dương khởi hành từ Trân Châu Cảng hướng về phía Tây trong vai trò soái hạm của Đội tàu tuần dương 18. Nó đi đến Ulithi thuộc khu vực Tây quần đảo Caroline vào ngày 1 tháng 6, rồi sau ba ngày lại lên đường cùng với tàu sân bay Bon Homme Richard, Oklahoma City và các tàu khu trục Moale và Ringgold để gia nhập Lực lượng Đặc nhiệm 38.
Trong chuyến đi đầu tiên tháp tùng các tàu sân bay nhanh, Topeka đã hộ tống chúng đánh trả các cuộc không kích của đối phương trong khi máy bay từ tàu sân bay thực hiện ba cuộc không kích xuống các mục tiêu trên các đảo chính quốc Nhật Bản và quần đảo Ryukyu. Vào ngày 8 tháng 6, máy bay của Lực lượng Đặc nhiệm 38 tấn công Kanoya trên đảo Kyūshū. Ngày hôm sau, chúng nhắm vào Ryukyu, đặc biệt là vào Okino Daito cách 200 mi (320 km) về phía Tây Okinawa. Đợt thứ ba cũng là đợt cuối cùng diễn ra vào ngày 10 tháng 6; trong khi máy bay của Đội đặc nhiệm 38.1 ném bom và bắn phá sân bay trên đảo Minami Daito, các tàu hộ tống bao gồm Topeka tiến gần bờ bắn phá các mục tiêu khác. Sau khi hoàn tất nhiệm vụ, Topeka cùng phần còn lại của Đội đặc nhiệm 38.1 rút lui hướng về vịnh San Pedro thuộc đảo Leyte.
Sau khi trải qua nữa sau của tháng 6 tại Leyte nghỉ ngơi và tiếp liệu, chiếc tàu tuần dương hạng nhẹ quay trở ra biển vào ngày 1 tháng 7 cùng với Lực lượng Đặc nhiệm 38 cho đợt càn quét các đảo chính quốc Nhật Bản cuối cùng bằng tàu sân bay kéo dài sáu tuần. Lực lượng đặc nhiệm hẹn gặp tiếp nhiên liệu ngoài khơi vào ngày 8 tháng 7 và mở đầu bằng việc ném bom Tokyo vào ngày 10 tháng 7. Sau đó các con tàu di chuyển lên phía Bắc đến Honshū và Hokkaidō cho một đợt càn quét tàu bè tại khu vực chung quanh Hakodate và Muroran. Chúng rút lui cho một cuộc hẹn tiếp nhiên liệu khác vào ngày 16 tháng 7, rồi quay lại phía Nam Honshū cho một đợt không kích khác xuống vùng lân cận Tokyo trong các ngày 17-18 tháng 7.
Trong đêm 18 tháng 7, Topeka có một cơ hội khác để tấn công trực tiếp đối phương khi nó cùng các tàu chị em Atlanta, Duluth và Oklahoma City cùng các tàu khu trục thuộc Đội tàu khu trục 62 tiến hành càn quét tàu bè ở lối ra vào Sagami Nada gần cửa biển Tokyo. Trong cuộc càn quét này, nó đã bắn pháo nhắm vào các cơ sở Nhật Bản tại Nojima Zaki ở mũi cực Đông của Sagami Nada. Hoàn tất một đợt tiếp liệu khác từ ngày 19 đến ngày 23 tháng 7, lực lượng đặc nhiệm lại tiếp tục các cuộc không kích vào trung tâm Nhật Bản với hai đợt càn quét tàu bè vào các ngày 24 và 28 tháng 7.
Một cơn bão vào cuối tháng 7 đã buộc lực lượng đặc nhiệm phải di chuyển né tránh và trì hoãn các cuộc tấn công tiếp theo cho đến tuần lễ thứ hai của tháng 8. Vào lúc đó Topeka di chuyển lên phía Bắc cùng với Lực lượng Đặc nhiệm 38 trong khi các tàu sân bay tiến vào vị trí tung hết đợt máy bay này đến đợt khác vào các điểm tập trung máy bay đối phương ở phía Bắc Honshū. Các cuộc không kích này, diễn ra vào các ngày 9-10 tháng 8, chứng tỏ sự thành công rõ ràng, phá hủy cái mà sau này được xác minh là phương tiện vận chuyển nhằm tập trung 2.000 binh lính cảm tử để phá hủy các căn cứ máy bay ném bom B-29 Superfortress tại Tinian. Máy bay từ tàu sân bay quay trở lại tấn công khu vực Tokyo trong các ngày 12-13 tháng 8, và đã cất cánh để lặp lại việc tấn công vào ngày 15 tháng 8 khi nhận được tin tức về việc Nhật Bản chấp nhận đầu hàng.
Topeka tuần tra tại vùng biển Nhật Bản cho đến giữa tháng 9, khi nó tiến vào vịnh Tokyo và ở lại đây cho đến ngày 1 tháng 10, ngày nó khởi hành cho chuyến đi quay trở về Hoa Kỳ. Chiếc tàu tuần dương ghé qua Okinawa vào ngày 4 tháng 10 để nhận lên tàu 529 cựu chiến binh rồi tiếp tục hành trình vào ngày 5 tháng 10. Đến ngày 19 tháng 10, nó về đến Portland, Oregon và tiễn các vị khách rời tàu. Mười ngày sau, nó di chuyển về phía Nam đến San Pedro, California để đại tu. Vào ngày 3 tháng 1 năm 1946, nó lại ra khơi hướng sang Viễn Đông, đến Yokosuka vào ngày 24 tháng 1 và bắt đầu nhiệm vụ hỗ trợ cho lực lượng chiếm đóng Hoa Kỳ tại Nhật Bản, Trung Quốc và các quần đảo tại Trung tâm Thái Bình Dương. Trong lượt hoạt động này vốn kéo dài cho đến mùa Thu, nó đã ghé thăm Sasebo thuộc Nhật Bản, Thanh Đảo và Thượng Hải tại Trung Quốc, Manila thuộc Philippines và Guam trong quần đảo Mariana. Chiếc tàu tuần dương quay trở về San Pedro vào ngày 20 tháng 11.
Sau một đợt đại tu rồi hoạt động dọc theo khu vực bờ Tây, Topeka lại hướng sang Viễn Đông vào ngày 22 tháng 9 năm 1947. Khi đến Yokosuka, Nhật Bản vào ngày 10 tháng 10, nó gia nhập Lực lượng Đặc nhiệm 71. Hoạt động từ các căn cứ tại Thượng Hải và Thanh Đảo, chiếc tàu tuần dương tuần tra dọc theo bờ biển phía Bắc Trung Quốc vào lúc cuộc nội chiến giữa hai phe Cộng sản và Quốc Dân Đảng diễn ra căng thẳng. Nó hoàn tất lượt hoạt động vào đầu tháng 3 và đã đi đến Nagasaki, Nhật Bản vào ngày 8 tháng 3.
Sau chuyến viếng thăm Sasebo và Kure, Topeka lên đường quay trở về Hoa Kỳ vào ngày 25 tháng 4 và về đến Long Beach, California vào ngày 7 tháng 5. Cuối tháng đó, nó đi đến Trân Châu Cảng cho một đợt đại tu kéo dài bốn tháng, và sau khi hoàn tất nó quay trở lại khu vực bờ Tây vào cuối tháng 10, tiếp tục các hoạt động tại chỗ ngoài khơi Long Beach và San Diego cho đến tháng 2 năm 1949. Vào ngày 25 tháng 2, nó đi đến San Francisco để chuẩn bị ngừng hoạt động. Topeka được cho xuất biên chế tại đây vào ngày 18 tháng 6 năm 1949 và được đưa về Hạm đội Dự bị Thái Bình Dương.

### Thập niên 1960
Sau gần mười năm bị bỏ không, vào đầu năm 1957, Topeka được cho kéo từ San Francisco đến Xưởng hải quân New York, đến nơi vào ngày 15 tháng 4 để bắt đầu quá trình cải biến thành một tàu tuần dương tên lửa điều khiển thuộc lớp Providence. Vào ngày 23 tháng 5, nó được chính thức xếp lại lớp với ký hiệu lườn mới CLG-8. Trong quá trình hiện đại hóa kéo dài gần ba năm, chiếc tàu tuần dương được cải tiến rộng rãi, chỉ giữ lại một nửa dàn vũ khí ban đầu. Nó được tháo dỡ hai tháp pháo 6 in (150 mm) ba nòng và ba tháp pháo 5 in (130 mm) nòng đôi, dành chỗ cho hai dàn phóng tên lửa đất-đối-không RIM-2 Terrier cùng những thiết bị hỗ trợ cho kiểu vũ khí này.

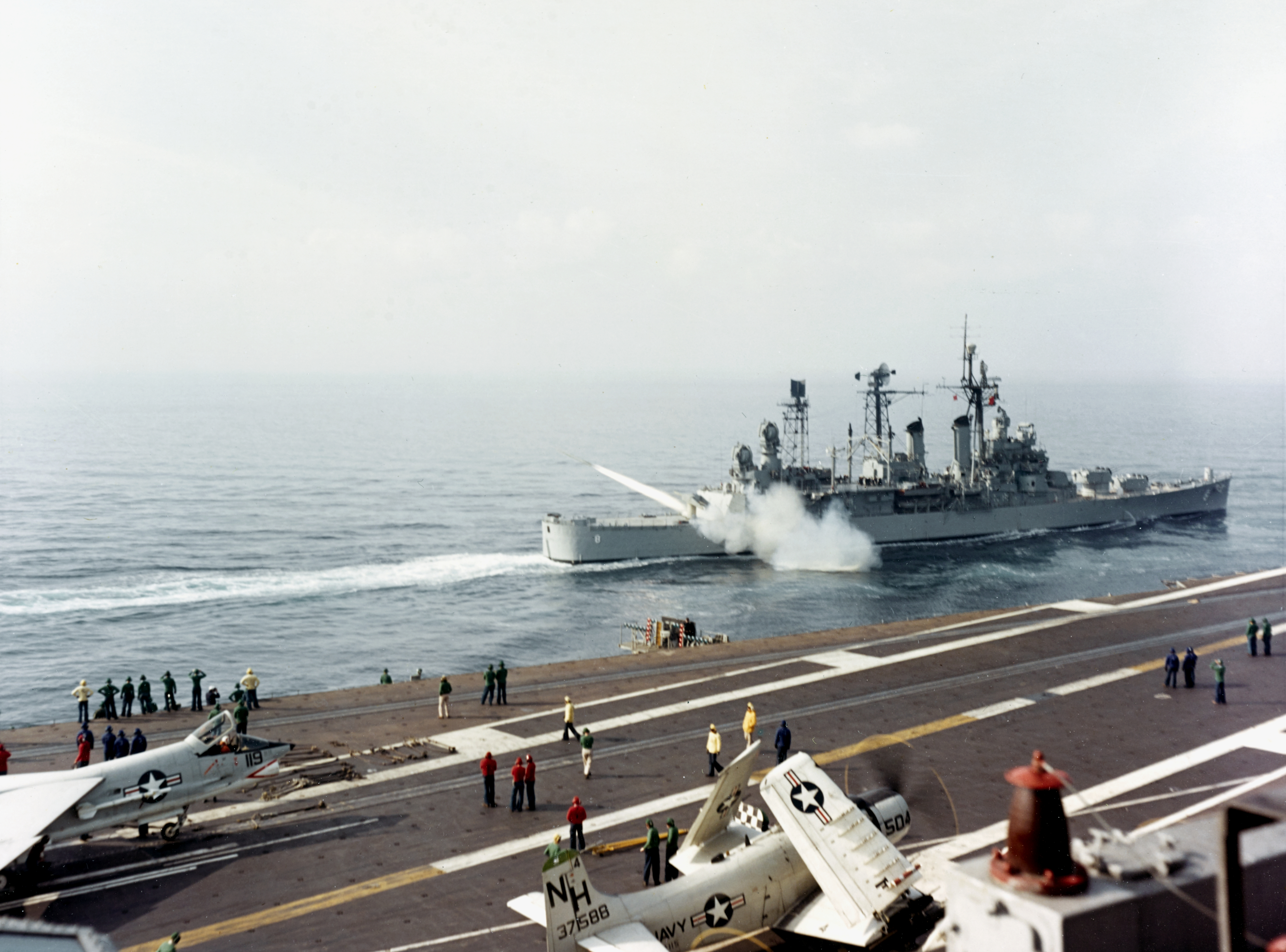
Topeka đang bắn một tên lửa Terrier vào năm 1961, nhìn từ tàu sân bay

Vào ngày 26 tháng 3 năm 1960, Topeka nhập biên chế trở lại dưới quyền chỉ huy của hạm trưởng, Đại tá Hải quân Frank L. Pinny, Jr. Vào tháng 7, nó được chuyển từ New York sang khu vực bờ Tây, và từ tháng 8 đến tháng 10 con tàu mới được tân trang chạy thử máy tại khu vực Nam California, rồi được đặt cảng nhà tại Long Beach. Trong ba năm tiếp theo, Topeka được luân phiên bố trí hai lượt hoạt động tại khu vực Tây Thái Bình Dương xen kẻ với những đợt sửa chữa và hoạt động tại chỗ dọc theo bờ Tây. Hai lượt bố trí đến Viễn Đông được đánh dấu bởi những chuyến viếng thăm Hong Kong, Philippine, Okinawa cùng một số cảng Nhật Bản, tập trận cùng các tàu chiến khác của Đệ Thất hạm đội và của hải quân các nước đồng minh.
Vào tháng 3 năm 1964, Topeka được bố trí lượt hoạt động thứ ba tại khu vực Tây Thái Bình Dương kể từ khi tái hoạt động, bắt đầu với các đợt thực tập hạm đội thường vào tháng 5 và ghé thăm các cảng Nhật Bản, Đài Loan, Malaysia và Philippine. Tuy nhiên, với sự kiện vịnh Bắc Bộ nổ ra viện dẫn lý do các tàu khu trục Maddox và Turner Joy bị các tàu phóng lôi Bắc Việt Nam tấn công vào ngày 2 tháng 8, Topeka được bố trí tuần tra tại vùng biển vịnh Bắc Bộ trong khi Hoa Kỳ can dự ngày càng sâu hơn vào cuộc Chiến tranh Việt Nam. Đến cuối tháng 10, nó lên đường quay trở về nhà, về đến Long Beach vào giữa tháng 11. Trong một năm tiếp theo, chiếc tàu tuần dương hoạt động ngoài khơi bờ Tây, được sửa chữa và cải biến, và tiến hành tập trận cùng với các đơn vị khác của Đệ Nhất hạm đội.
Vào ngày 29 tháng 11 năm 1965, Topeka quay trở lại khu vực Tây Thái Bình Dương cho một đợt bố trí khác với vai trò hỗ trợ cho các lực lượng Hoa Kỳ và Nam Việt Nam chống lại lực lượng cộng sản. Trong lượt hoạt động này, nó phục vụ như là soái hạm của Tư lệnh Đội tuần dương-khu trục Đệ Thất hạm đội, hoạt động tại biển Nam Trung Quốc và trong vịnh Bắc Bộ để bắn pháo hỗ trợ cho lực lượng trên bờ, đồng thời hỗ trợ các hoạt động không lực của tàu sân bay khi tiến hành các nhiệm vụ tìm kiếm và giải cứu các phi đội bị bắn rơi. Hoạt động thường trực của nó tại vùng chiến sự bị ngắt quãng bởi các chuyến viếng thăm các cảng Yokosuka, Nhật Bản; Hong Kong; Manila, Davao City, và vịnh Subic thuộc Philippine. Đợt bố trí kéo dài sáu tháng này kết thúc vào ngày 28 tháng 5 năm 1966, khi nó trở về đến Long Beach.
Trong năm tháng tiếp theo, Topeka tiến hành các hoạt động tại chỗ dọc theo bờ Tây. Ngày 31 tháng 10, chiếc tàu tuần dương đi vào xưởng hải quân Hunters Point tại San Francisco để bảo trì, nơi hệ thống vũ khí của nó được nâng cấp và động cơ được đại tu. Khi hoàn tất việc sửa chữa vào ngày 13 tháng 3 năm 1967, nó bắt đầu chạy thử máy rồi sau đó là các hoạt động huấn luyện ôn tập, rồi từ tháng 6 tiếp nối các hoạt động tại chỗ. Vào ngày 1 tháng 8, chiếc tàu tuần dương lên đường từ Long Beach cho lượt bố trí đầu tiên đến Địa Trung Hải. Nó ghé qua Norfolk, Virginia vào các ngày 12-13 tháng 8 để đón Tư lệnh Chi hạm đội Tuần dương-Khu trục 12 lên tàu cùng ban tham mưu của ông, rồi tiếp tục đi đến Palma de Majorca vào ngày 14 tháng 8.
Vào ngày 20 tháng 8, Topeka gia nhập Đệ Lục hạm đội, rồi đến ngày 22 tháng 8 đã thay phiên cho tàu tuần dương tên lửa Galveston trong vai trò soái hạm của Đội đặc nhiệm 60.2. Vào cuối tháng 9 và đầu tháng 10, chiếc tàu tuần dương tham gia cuộc tập trận Eager Beaver do khối NATO tổ chức phía Đông Địa Trung Hải, rồi đến giữa tháng 10 tiến hành các hoạt động tại các vùng biển Ionian và Tyrrhenia trên đường quay lại phía Tây Địa Trung Hải.
Vào tháng 1 năm 1968, Topeka hoàn tất lượt phục vụ tại Địa Trung Hải bằng một đợt tập trận khác của khối NATO, lần này là một cuộc thực tập đổ bộ; vào ngày 12 tháng 1, nó được chiếc tàu tuần dương hạng nặng Columbus thay phiên tại Rota, Tây Ban Nha để lên đường quay trở về Hoa Kỳ. Sau khi ghé qua Puerto Rico và vùng kênh đào Panama, nó về đến Long Beach vào ngày 29 tháng 1. Từ ngày 2 tháng 2, chiếc tàu tuần dương trải qua một đợt sửa chữa kéo dài năm tuần tại Xưởng hải quân Long Beach; nó rời Long Beach vào ngày 15 tháng 3 để đi đến cảng nhà mới vừa được chỉ định Mayport, Florida. Đến nơi vào ngày 21 tháng 3, Topeka ở lại trong cảng để bảo trì cho đến ngày 6 tháng 5, khi nó quay trở ra khơi cho một đợt huấn luyện ôn tập tại vịnh Guantánamo, Cuba. Quay lại Mayport vào ngày 26 tháng 5, chiếc tàu tuần dương chuẩn bị cho một đợt bố trí khác đến Địa Trung Hải, đợt phục vụ cuối cùng trong quãng đời hoạt động của nó.
Topeka khởi hành từ Mayport vào ngày 29 tháng 6, và sau các cuộc thực tập tác xạ ngoài khơi đảo Culebra gần Puerto Rico, chiếc tàu tuần dương vượt Đại Tây Dương. Vào ngày 9 tháng 7, nó thay phiên cho chiếc Columbus và bắt đầu hoạt động cùng Đệ Lục hạm đội. Nó đã ghé thăm nhiều cảng tại Tây Ban Nha, Ý, Hy Lạp, Thổ Nhĩ Kỳ và Pháp cùng các đảo Malta, Crete và Majorca; cho đến khi một lần nữa được Columbus thay phiên tại Rota, Tây Ban Nha vào ngày 9 tháng 12. Nó lên đường quay về Hoa Kỳ cùng ngày hôm đó, về đến Mayport mười ngày sau đó.
Vào ngày 30 tháng 1 năm 1969, Topeka khởi hành từ Mayport đi lên phía Bắc để chuẩn bị ngừng hoạt động. Sau khi ghé qua Yorktown, Virginia để dỡ bỏ đạn dược, nó đi đến Boston vào ngày 5 tháng 2; tại đây nó hoàn tất việc chuẩn bị, và đến ngày 5 tháng 6 Topeka được cho xuất biên chế. Chiếc tàu tuần dương được kéo đến Philadelphia để neo đậu cùng hạm đội dự bị tại đây. Vào ngày 1 tháng 12 năm 1973, tên của nó được rút khỏi danh sách Đăng bạ Hải quân; và đến ngày 20 tháng 3 năm 1975, nó bị bán cho hãng Southern Scrap Material Company, Ltd., để tháo dỡ.

## Phần thưởng
Topeka được tặng tưởng hai Ngôi sao chiến trận cho thành tích hoạt động trong Thế Chiến II và thêm ba ngôi sao khác khi phục vụ trong Chiến tranh Việt Nam.
|                           |  |                                         |
| Bronze star · Bronze star |  |                                         |
|                           |  | Bronze star · Bronze star · Bronze star |
|                           |  |                                         |

| Dãi băng Hoạt động Tác chiến                                            | Huân chương Phục vụ Trung Hoa                   | Huân chương Chiến dịch Hoa Kỳ                          |
| Huân chương Chiến dịch Châu Á-Thái Bình Dương với 2 Ngôi sao Chiến trận | Huân chương Chiến thắng Thế Chiến II            | Huân chương Phục vụ Chiếm đóng Hải quân                |
| Huân chương Phục vụ Phòng vệ Quốc gia                                   | Huân chương Viễn chinh Lực lượng Vũ trang       | Huân chương Phục vụ Việt Nam với 3 Ngôi sao Chiến trận |
| Huân chương Anh Dũng Bội Tinh (Việt Nam Cộng Hòa)                       | Huân chương Dân vụ Bội tinh (Việt Nam Cộng Hòa) | Huân chương Chiến dịch Bội tinh (Việt Nam Cộng Hòa)    |